# Limanda ferruginea
La limanda nórdica (Limanda ferruginea) es una especie de pez plano de la familia Pleuronectidae. Alcanza los 56 cm de longitud, tiene las partes superiores de color marrón rojizo, las partes inferiores pálidas y las aletas amarillas. Tiene los dos ojos en el lado derecho (superior) del cuerpo. Se encuentra en el Atlántico Norte occidental y ha sido pescada comercialmente por las pesquerías norteamericanas como alimento. Víctima de la sobrepesca, está clasificada como «Vulnerable» por la Unión Internacional para la Conservación de la Naturaleza.

## Taxonomía
La limanda nórdica fue descrita originalmente por el naturalista alemán Carl Moritz Gottsche como Limanda vulgaris en el Archiv für Naturgeschichte en 1835. Posteriormente fue documentada como Platessa ferruginea por David Humphreys Storer en 1839, quien observó su similitud con la Limanda limanda (considerada entonces del género Pleuronectes). Dio a la especie el nombre común de «rusty dab». Más tarde, tanto P. limanda como P. ferruginea se reclasificaron en el género Limanda, mientras que el zoólogo estadounidense Theodore Gill la incluyó en el nuevo género Myzopsetta en 1861.
Según una investigación de 1996 de la Universidad de Ottawa, la Limanda ferruginea comparte varias morfologías con Limanda aspera, pero que la monofilia del género Limanda en su conjunto es poco probable. Un análisis cladístico morfológico y genético de 2018 encontró que el género Limanda no es monofilético; la L. ferruginea y sus parientes la limanda de cabeza larga (L. proboscidea) y la limanda moteada (L. punctatissima) se encuentran en una subfamilia diferente a la de los otros miembros del género y deberían colocarse (una vez más) en el género Myzopsetta.

## Descripción
La limanda nórdica es un pez plano y ancho con un cuerpo ovoide, aproximadamente la mitad de ancho que de largo. El nombre de «limanda nórdica» proviene del color claramente amarillento de sus aletas (incluida la aleta caudal); la parte superior del pez es marrón rojizo con manchas irregulares «oxidadas», mientras que la parte inferior es blanca con un pedúnculo caudal amarillo (zona entre el cuerpo y la cola). Al ser una platija de ojo derecho (de la familia Pleuronectidae), sus dos ojos están en el lado derecho del cuerpo del pez, aunque los ojos son simétricos justo después de la eclosión. Es más delgado que otros peces planos.
La cabeza del pez mide aproximadamente un cuarto de la longitud total del cuerpo y es escamosa. El diámetro del ojo es aproximadamente un quinto de la longitud de la cabeza. Tiene una mandíbula inferior prominente con labios anchos, casi tan largos como el ojo. Las escamas son ciliadas (con protuberancias similares a pelos) y aparecen también en la cabeza. Los dientes son pequeños. Su aleta dorsal, compuesta por unos 80 radios, comienza sobre el ojo y tiene radios más largos cerca de la mitad. La aleta anal tiene un contorno similar, pero sólo consta de unos 60 radios. En comparación con otras platijas del Golfo de Maine, la platija colamarilla tiene una cabeza más estrecha y cóncava, con un hocico más puntiagudo.
Según el Servicio Nacional de Pesca Marina (NMFS), la platija colirroja puede alcanzar una longitud de 56 centímetros y pesar hasta 1 kilogramo. Se han capturado ejemplares de hasta 8,1 kg.

## Distribución y hábitat
La limanda nórdica se encuentra en el océano Atlántico Norte occidental, frente a la costa este de Norteamérica. Se han encontrado ejemplares tan al norte como Terranova y el sur de Labrador y tan al sur como la bahía de Chesapeake. Es común en la Plataforma Scotian, en bancos oceánicos como los Grandes Bancos de Terranova y el Banco Georges.
Existen tres poblaciones de peces en aguas estadounidenses: en la zona del Golfo de Maine, en Banco Georges y frente al sur de Nueva Inglaterra y el Atlántico Medio.  En Canadá, la limanda nórdica se concentra en las divisiones NAFO 4X (Browns Bank, cerca de Georges Bank, a 42,826895°N 66,217355°W), 4W (Banco Sable Island, 43,83067°N 60,836686°W) y 4V (Banquereau, 44,535498°N 58,583968°W).
Las larvas de L. ferruginea permanecen cerca de la superficie durante dos meses, pero cuando alcanzan una longitud de al menos 14 mm (0,55 pulgadas), viven en fondos arenosos o fangosos a una profundidad de entre 30 y 100 metros (98 y 328 pies). Como viven a mucha más profundidad que otras especies de platija, rara vez se ven en las costas.

## Ecología
La L. ferruginea vive hasta diecisiete años, pero la mayoría muere a los siete. Maduran relativamente pronto y las hembras pueden reproducirse a los tres años, desovando en primavera y verano. Los huevos (que miden aproximadamente 0,9 mm (0,035 pulgadas) de diámetro) flotan en la superficie y quedan a la deriva durante aproximadamente dos meses. Las primeras fases larvarias se parecen mucho a las de la platija europea, aunque se diferencian por el aspecto de los radios de las aletas.
Se alimentan de crustáceos (como anfípodos, gambas, mísidos y moluscos) y gusanos marinos, y son presa de otros peces como la mielga y la raya. Las platijas amarillas son capaces de camuflarse, cambiando el dibujo de su piel para imitar el fondo marino.

## Pesca y conservación
La limanda nórdica se pesca habitualmente en la bahía de Massachusetts y en la de Cabo Cod desde el siglo XIX, cuando se introdujeron las redes de arrastre de vara y de puertas en las pesquerías de la zona. En 1908 se capturaron cerca de Cabo Cod 1.400.000 kilogramos de limanda nórdica y platija invernal, de los que se calcula que la mitad eran limanda nórdica.
En EE. UU., la pesca de limanda nórdica está regulada por el NMFS. En 2020 se capturaron comercialmente más de 526.000 kilogramos de limanda nórdica en aguas estadounidenses (la gran mayoría en Massachusetts), por un valor de más de 1 millón de dólares. En aguas federales, la talla mínima permitida es de 330 mm.
Las poblaciones de limanda nórdica pescables han disminuido desde los años ochenta hasta finales de los noventa en Canadá, especialmente en las divisiones 4V y 4W, tras lo cual se redujo la tasa de pesca. La L. ferruginea está clasificada actualmente como «Vulnerable» por la Unión Internacional para la Conservación de la Naturaleza. Según la Universidad de Maine, la limanda nórdica está siendo sobreexplotada, al igual que otras especies de limandas. Según el NMFS, se está reduciendo la tasa de pesca en Banco Georges  y existen planes de reconstrucción para aumentar las poblaciones de las tres poblaciones.
La L. ferruginea se pesca entre finales de otoño y primavera, normalmente con una red de arrastre o de enmalle. Los anzuelos son ineficaces, ya que su boca es pequeña.

## Como alimento
La L. ferruginea es dulce y suave, a la vez que una fuente magra de vitaminas del grupo B, incluida la niacina. Su textura es delicada y escamosa.